# Arabella Castro Quiñónes
Arabella Elizabeth Castro Quiñónes (Nueva Guatemala de la Asunción, 1955) es una abogada y política retirada guatemalteca que se desempeñó como Presidente del Congreso de Guatemala de septiembre de 1994 a 1995 y de 1997 a 1998.
También fue Ministra de Educación durante el gobierno de Álvaro Arzú y candidata a Vicepresidente en 1999, junto al exalcalde de la ciudad de Guatemala Óscar Berger. Fue la primera mujer en formar parte de un binomio presidencial que avanzó a la segunda vuelta en la historia de Guatemala.

## Carrera política

### Diputada del congreso
Fue una de las fundadoras del Partido de Avanzada Nacional y postulada por el mismo partido como diputada por el Listado Nacional en las elecciones generales de 1990 donde ganó por primera vez su curul. Posteriormente fue reelecta en las elecciones de 1994 y 1995. Las elecciones de 1994 fueron para renovar el congreso y al tomar posesión fue elegida como presidenta de dicho organismo, en ese momento se convirtió en la segunda mujer en presidir el congreso en toda la historia de Guatemala. En 1995 fue reelegida como diputada para el período que comenzaba el 14 de enero de 1996, momento en el que dejó de ejercer la presidencia al haber sido electo un nuevo presidente.

### Ministra de Educación
En las elecciones de 1995 su partido ganó también la presidencia por lo que al tomar posesión Álvaro Arzú, fue nombrada como ministra de Educación para formar parte del gabinete de gobierno, para eso el congreso le otorgó un permiso tal y como lo establecía la ley. Un año después renunció y regresó al congreso como diputada para ser electa presidente de ese organismo del estado entre 1997 y 1998. Al finalizar el período volvió a pedir permiso para seguir ejerciendo como Ministra de Educación hasta el 20 de abril de 1999, pues había sido proclamada como candidata a la vicepresidencia junto con Óscar Berger como presidente; y por ley debía renunciar 6 meses antes de las elecciones, aunque no dejó de ser diputada del congreso porque ellos no tenían prohibición para ser candidatos.

### Candidata vicepresidencial
En dichas elecciones obtuvieron el 30;35% de los votos y pasaron a segunda vuelta, donde lograron al obtener 31,69% de los votos, que no eran suficientes para ganar la elección, siendo derrotados por Alfonso Portillo y Juan Francisco Reyes.

### Posterior al 2000
Al finalizar su período como diputada el 14 de enero de 2000, se retiró de la política y del partido. Su esposo fue uno de los fundadores de la Unidad Nacional de la Esperanza en el año 2002. Fue nombrada como Registradora de la Propiedad en el 2004 cuando su antiguo compañero de fórmula Óscar Berger ganó la presidencia. En el año 2014 se presentó para optar al cargo de magistrada del Tribunal Supremo Electoral y fue parte de la nómina de 40 candidatos entregados al Congreso, pero no fue elegida..